# 술탄 알리 알라나
술탄 알리 알라나(Sultan Ali Allana)는 파키스탄의 은행가이자 경제학자이다. 그는 아가 칸 경제 개발 기금 (AKFED)의 이사이자 미국 최대 은행인 하비브 뱅크의 회장이다. 그는 2006년 3월 23일 "파키스탄을 위한 가치있는 서비스"로 Sitara-e-Imtiaz (영어: Star of Excellence)를 수여받았다.

## 생애 초기
술탄 알리 알라나는 1959년 카라치에서 태어났다. 그는 카라치 성 패트릭 고등학교와 DJ 과학 공대에 다녔고 캐나다로 이주하여 맥길 대학교에서 기계 공학을 전공했다. 그 후, 위스콘신 대학교에서 경영 기술 석사를 다녔다.

## 직업
- 1985년 그는 시티뱅크 카라치에 입사했고, 1994년 시티뱅크를 떠나 공평한 회사인 글로벌 서큐리티스를 설립하여 UBS와 합작 투자를 시작했다. 1997년에 그는 파키스탄 관광 진흥 서비스의 이사가 되었다. 이 회사는 파키스탄의 세레나 이그제큐티브 호텔을 운영하고 있다. 1999년 그는 NDLC의 지배 지분을 인수했다. 그는 AKFED에 가입하여 은행, 보험 및 항공에 대한 투자를 감독하였다.[7][8][9]

- 2002년, 파키스탄 정부와 협력하여 퍼스트 마이크로피낸스 뱅크를 설립했으며 초기 의장으로 임명되었다.

- 2003년에 그는 아가 칸 경제 개발 기금(AKFED)에 자원하여 은행, 보험 및 항공에 대한 투자를 감독하고 나중에 그에 합류했다.[10][11][12]

- 2004년, 그는 민영화 후 하비브 뱅크 리미티드의 회장으로 임명되었다. AKFED는 그 과정에서 당사의 대부분의 지분을 인수했다.[13] 하비브 뱅크 리미티드는 현재 25개국 이상에서 1700개 이상의 지점을 운영하고 있다. HBL은 자산 면에서 파키스탄에서 가장 큰 회사이며 포브스 글로벌 2000에서 파키스탄 최고 기업으로 여러 번 선정되었다.[14][15]

## 생애
술탄 알리 알라나는 파키스탄 예술의 후원자이자 수집가이다. 그는 HBL 회장으로써 파키스탄에서 예술을 홍보하는 수많은 단체를 지원하고 후원한다. 그와 그의 회사는 300만 명 이상의 방문객을 끌어들이는 라호르 비엔날레를 후원한다. 2019년의 행사 개막식에서 그는“예술의 엄청난 가치와 예술가를 존중하고 육성해야 할 필요성을 인식하는 것은 사회의 의무”라고 말했다. 그는 수집가이며 대부분의 지역 작품과 일부 국제 작품으로 구성된 대규모 컬렉션을 가지고 있다. 그는 예술가 복지 기금 운영위원회의 위원이다.

## 수상
술탄 알리 알라나는 2006년 경제 및 금융 부문, 특히 마이크로피낸스 은행의 설립에서 "파키스탄을 위한 가치있는 서비스"로 Sitare-e-lmtiaz를 수상했다.